# Јован Храниловић
Јован Храниловић (Кричке код Дрниша, 18. децембра 1855 — Нови Сад, 5. августа 1924), гркокатолички је свештеник, песник и новинар. Био је први председник Југословенског новинарског удружења, председавао Великој народној скупштини у Новом Саду 1918. године на којој је донета одлука о присаједињењу Војводине Краљевини Србији.

## Биографија
Рођен је у Кричкама код Дрниша, где му је отац, Никола Храниловић, служио као гркокатолички свештеник у цркви Покрова Пресвете Богородице.
Као гркокатолички свештеник служио је у Кашту, Радатковићу, Крижевцима, Сошицама, Куцури, Руском Крстуру и у Новом Саду 1889–98. и 1900–24.
Јавно деловање почиње као прваш, да би се касније определио за југословенство.
Основао је и организовао прву Новосадску секцију Југословенског новинарског удружења (ЈНУ) почетком 1922, чији је био први председник.
Био је уредник Обзора и Вијенца (1898-1900).
Ради помирења хрватско-српских односа, једно хрватско књижевно друштво је намеравало ”да приповетке Симе Матавуља изда латиницом, док су песме Јована Храниловића припремане за ћирилично издање”.
Сахрањен је на Русинском гробљу у Новом Саду. Ту постоји Гробно место са надгробним спомеником Јована Храниловића.